# Teateråret 1910

## Händelser
- 1 juli – Kungl. Teaterns Aktiebolag återtar Kungliga Operans verksamhet från Albert Ranft. Ny chef blir Hans von Stedingk.[1]

### Okänt datum
- Tor Hedberg efterträder Knut Michaelson som chef för Dramaten
- Efter drygt 1100 föreställningar lägger Intima teatern ner verksamheten

## Årets uppsättningar

### Januari
- 6 januari – Helena Nybloms pjäs En trasslig härfva har urpremiär på Skansen i Stockholm.[2]

### Februari
- 19 februari – August Strindbergs pjäs Stora landsvägen har urpremiär på Intima teatern i Stockholm.[3]
- 20 februari – Anna Wahlenbergs pjäs Sockertemplet har urpremiär på Marionetteatern i Stockholm.[4]

### Mars
- 5 mars – August Strindbergs pjäs Inför döden har urpremiär på Intima teatern i Stockholm.[5]
- 15 mars – Victoria Benedictssons pjäs Den bergtagna har urpremiär på Svenska teatern i Stockholm.[6]

### April
- 16 april – Algot Sandbergs pjäs Skeppargatan 40 uruppförs på Folkteatern i Stockholm.[7]

### Maj
- 17 maj – August Strindbergs pjäs Kamraterna har urpremiär på Strindbergs Intima Teater i Stockholm.[8]

### Oktober
- 6 oktober – Anna Wahlenbergs pjäs Trollkarlens fångar har urpremiär på Marionetteatern i Stockholm.[9]
- 15 oktober – Ernst Fastboms pjäs Halta Lena och vindögda Per uruppförs på Södra Teatern i Stockholm.[10]

## Avlidna
- 12 november - Ernst Wallmark, 76, svensk teaterledare och översättare av Johann Strauss Läderlappen.